# 梁銓
梁銓（1553年—1605年），字叔衡，號慎菴，浙江杭州府仁和縣人，明朝政治人物。

## 生平
萬曆七年（1579年）己卯科浙江鄉試第三名，萬曆十一年（1583年）癸未科會試第六十四名，登三甲第一百三十九名進士。都察院觀政，本年接替黃道瞻，擔任南直隶常州府宜興縣知縣，因丁憂去职，由陳遴瑋接任知縣。十九年復除宁晋县，本年調金坛县，二十一年选授山西道御史，二十三年升貴州佥事，二十六年升参议，二十九年改四川佥事，三十二年升四川右參議。三十三年卒。

## 家族
曾祖梁福；祖父梁仕；父梁瑄，曾任納級千戶。前母沈氏、翁氏；生母蔣氏。慈侍下。兄梁钺（贡士）；梁钟（听选官）。弟梁锜。